# Аун Старый
Аун Старый (исл. Aun inn gamli) — легендарный конунг свеев из династии Инглингов, персонаж «Круга земного» Снорри Стурлусона. Согласно саге, приносил в жертву сыновей, чтобы продлить свою жизнь.

## В средневековых источниках
Согласно «Саге об Инглингах», Аун был сыном Ёрунда. После 20 лет правления его дважды изгоняли из Уппсалы датские конунги — сначала Хальвдан, потом его племянник Али Смелый. Оба раза Аун уходил в Западный Гаутланд и возвращался через 20 лет, когда его противник умирал. В первый раз Аун попросил Одина о долголетии и принёс в жертву сына, когда ему было 60. Один пообещал Ауну, что тот проживёт ещё 60 лет. По истечении этого срока Один пообещал Ауну вечную жизнь при условии, что тот будет жертвовать богу по сыну каждые 10 лет.

После того как он принёс в жертву седьмого сына, он прожил ещё десять лет, но уже не мог ходить. Его носили на престоле. Он принёс в жертву восьмого сына и прожил еще десять лет, лежа в постели. Он принёс в жертву девятого сына и прожил еще десять лет, и сосал рожок, как младенец. У Ауна оставался тогда ещё один сын, и он хотел принести его в жертву… Но шведы не позволили ему совершить жертвоприношение. Тут Аун конунг умер, и в Уппсале ему насыпали курган.
— Сага об Инглингах XXV.
Наследником Ауна Старого стал его сын Эгиль.

## Мнения учёных
Основной сохранившийся источник, рассказывающий об Ауне Старом, — «Круг земной» Снорри Стурлусона, сборник саг, составленный в XIII веке. Письменная традиция о ранних Инглингах возникла не раньше XII века, а потому она крайне ненадёжна. По выражению исследовательницы Гвинн Джонс, это скорее «мир легенд и сказок», чем мир истории. Сюжет о девятикратном продлении своей жизни за счёт принесения в жертву собственных сыновей может считаться типичным для волшебной сказки. Существует гипотеза, что этот эпизод саги был создан под влиянием греческого мифа о Кроне, пожиравшем своих детей.
Сага сообщает, что Аун, его сын Эгиль и правнук Адильс были похоронены в курганах в Уппсале. В этом регионе действительно есть три древних кургана, захоронения в которых датируются концом V века, началом и концом VI века. Предполагается, что это могут быть могилы Ауна, Эгиля и Адильса соответственно. Таким образом, Аун мог жить во второй половине V века.